# Rygarby
Rygarby (niem. Rückgarben) – wieś w Polsce położona w województwie warmińsko-mazurskim, w powiecie bartoszyckim, w gminie Sępopol. W latach 1975–1998 miejscowość administracyjnie należała do województwa olsztyńskiego.

## Historia
Wieś lokowana w 1376 roku na 41 włókach. W tym czasie powstał majątek rycerski i wieś szlachecka.
W 1889 r. majątek ziemski obejmował obszar 361 ha.
W 1978 r. w Rygarbach było 25 indywidualnych gospodarstw rolnych, obejmujących łącznie 124 ha ziemi. W tym czasie we wsi funkcjonował punkt biblioteczny. W 1983 r. we wsi było 10 budynku i mieszkało 101 osób.
Na zachód od wsi i na południe od rzeki Łyny (blisko Wiatrowca) znajduje się pagórek zwany Pańska Góra, o wysokości 43 m. Prawdopodobnie znajdują się tam pozostałości po grodzisku Prusów.